# Delphinium lalesaricum
Delphinium lalesaricum är en ranunkelväxtart som beskrevs av Iranshahr. Delphinium lalesaricum ingår i släktet storriddarsporrar, och familjen ranunkelväxter. Inga underarter finns listade i Catalogue of Life.